# Virgil-Daniel Popescu
Virgil-Daniel Popescu (ur. 25 kwietnia 1968 w Turnu Severin) – rumuński polityk, ekonomista, inżynier i nauczyciel akademicki, deputowany, w latach 2019–2020 minister gospodarki, energii i biznesu, od 2020 do 2023 minister energii, poseł do Parlamentu Europejskiego X kadencji.

## Życiorys
W 1986 ukończył szkołę średnią w rodzinnej miejscowości. W 1990 został absolwentem wydziału automatyki Institutul Politehnic din București. Kształcił się następnie na Universitatea din Craiova, gdzie uzyskał doktorat z zarządzania (2000) i magisterium z analizy biznesowej (2009). Pracował jako asystent programisty, nauczyciel akademicki, a także menedżer w przedsiębiorstwie przemysłowym. W 2008 objął stanowisko wykładowcy na Universitatea din Craiova. Autor kilkudziesięciu publikacji naukowych.
Działacz Partii Narodowo-Liberalnej. W latach 2007–2008 był sekretarzem stanu do spraw dialogu społecznego. W 2013 pełnił funkcję wiceprezesa państwowego organu zajmującego się zwrotem mienia, następnie do 2014 zajmował stanowisko sekretarza stanu w resorcie gospodarki. W wyborach w 2016 uzyskał mandat posła do Izby Deputowanych; w 2020 z powodzeniem ubiegał się o reelekcję.
W listopadzie 2019 nowo powołany premier Ludovic Orban powierzył mu stanowisko ministra gospodarki, energii i biznesu. Pozostał na tej funkcji również w utworzonym w marcu 2020 drugim gabinecie dotychczasowego premiera. W grudniu 2020 przeszedł na urząd ministra energii w powołanym wówczas rządzie Florina Cîțu. Utrzymał tę funkcję w listopadzie 2021, gdy stanowisko premiera objął Nicolae Ciucă. Urząd ten sprawował do czerwca 2023.
W wyborach w 2024 uzyskał mandat posła do Parlamentu Europejskiego X kadencji.